# Plecopterodes argenteocaerulea
Plecopterodes argenteocaerulea là một loài bướm đêm trong họ Noctuidae.